# Дукакиноглу Ахмед-паша
Дукакиноглу Ахмед-паша (ум. в марте 1515, Амасья) —  великий визирь Османской империи (18 декабря 1514 — март 1515) знатного албанского происхождения, поэт.

## Биография
Происходил из знатной албанской дворянской семьи Дукаджини. Согласно Гиббу,  предка семьи во времена крестовых походов, Гьона (Gjin), имевшего титул Дука (Duca, Dux), называли Duca-Gjin, а после так стали называть всех потомков Гьона. В XV веке семья была разделена на две ветви, сторонники Искендера-бея,  сражались против османов, которые пытались покорить Албанию.  По слухам, Ахмед со своим братом Мехмедом стал мусульманином во время правления Баязида II (1481-1512), а во время правления султана Мехмеда II (1451-1481) попал в Эндерун. Согласно Ашикпашазаде, вскоре Мехмед умер, а Ахмед принял участие в  Османо-мамлюкской войне уже в должности санджакбея. В 1511 году он был назначен бейлербеем Анатолии. В последние дни Баязида II Ахмед принял участие в войнах между сыновьями султана, и он командовал отрядом, отправленным против шехзаде Ахмеда. По слухам, именно Дукакиноглу захватил Ахмеда.
В декабре 1514 года султан Селим Явуз сместил с должности великого визиря Херсекли Ахмед-пашу и назначил на вакантную должность второго визиря Дукакиноглу Ахмед-пашу.
В марте 1515 года великий визирь Дукакиноглу Ахмед-паша был казнен по приказу  Селима за участие в бунте янычар в Амасье. Дукакиноглу также подозревался в сговоре с последним правителем бейлика Дулкадир Алауддевле Бозкуртом (1479-1515).
Жена: Хафса, дочь Селима I.
Его сын Дукакинзаде Мехмед-паша был бейлербеем Египта в 1544—1546 годах, пока не был казнён. Сын был женат на дочери Баязида II  Гевхер Мулюк.